# Stammliste der Forstmeister von Gelnhausen

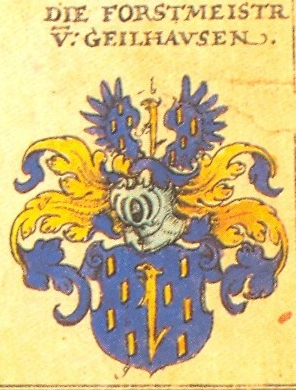
Wappen der Forstmeister von Gelnhausen

Humbracht und die Forstmeisterische Familienüberlieferung beginnen mit Lukas und seinem Sohn Hans Forstmeister von Gelnhausen die direkte und gesicherte Stammreihe der Forstmeister von Gelnhausen im 14. Jahrhundert. Dieser Stamm teilt sich bereits in seinen Anfängen in zwei Hauptstämme: Die Nachkommen des Anselm Forstmeister von Gelnhausen sterben im 15. Jahrhundert aus. Die Stammlinie dessen Bruders Hector blühte weiter und aus ihr ging Gerhard Forstmeister von Gelnhausen, Amtmann in Otzberg, hervor. Hier teilt sich die Familie erneut in zwei jüngere Linien, die des Philipp Forstmeister von Gelnhausen, die bald erloschen ist und die des Martin Forstmeister von Gelnhausen. Er war Stammvater zweier Hauptlinien, ausgehend von seinen Söhnen Caspar und Balthasar Forstmeister von Gelnhausen. Die Casparische Linie ist zunächst katholisch und wurde später evangelisch. Die Balthasarische Linie war zuerst evangelisch und später katholisch. Aus ebendieser stammt Karl Friedrich Forstmeister von Gelnhausen.
Im 19. und 20. Jahrhundert kam es in Folge einer Annahme von Heinrich Reimer zu der Hypothese, dass ein Dietz Mulich von Aufenau der Stammvater der Forstmeister von Gelnhausen sei. Walter Möller hat sich dieser Annahme in seinen Stammtafeln Westdeutscher Adelsgeschlechter angeschlossen. Diese Stammliste von Möller enthält Verwechslungen mit den Küchenmeister von Gelnhausen. Weil die Abstammung auf Dietz Mulich von Aufenau eine theoretische Arbeitshypothese gewesen ist beginnt die Nachfolgende Genealogie mit N.N. (Lukas) Forstmeister von Gelnhausen.

## Ältere Genealogie ohne Anschluss

### Forstmeister-Stammliste nach Möller (1936)
Erpho
1. Heinrich, erwähnt 1239–1252
  1. Heinrich der Ältere (auch: Heine, Heilmannus), erwähnt 1272–1302
    1. Heilmann der Jüngere, erwähnt 1301–1302
      1. Heinrich, Forstmeister von Gelnhausen, Burgmann der Pfalz Gelnhausen; † 1354 ohne Nachkommen
      2. ? Friedrich, Forstmeister von Gelnhausen, erwähnt 1343–1354, 1354 von König Karl IV. mit dem durch den Tod seines Bruders frei gewordenen Burglehen belehnt, 1356 Forstmeister des Büdinger Waldes; † vor 1360 ⚭ Agnes von Bellersheim
        1. Johann, 1360 Burgmann der Pfalz Gelnhausen und Forstmeister von Gelnhausen, erwähnt 1360–1393 ⚭ Stytzele, ohne Nachkommen
2. Erpho (II.) Forstmeister von Gelnhausen, Ritter, erwähnt 1264–1267
  1. Familie der Erphe von Gelnhausen

## Stammliste
Humbracht nennt auf Grund seiner Quellen (Ahnenproben, Wappentafeln auf Grabdenkmälern) zum Teil nur die Familiennamen. Die Vornamen in Klammern geben die Familienüberlieferung wieder. Bei den Vornamen gibt es in Folge leichte Unsicherheiten. Die Abstammung nach Familiennamen ist davon unberührt.

### Ältere Genealogie nach Humbracht
- N.N. (Lukas) Forstmeister von Gelnhausen, 1300
  - N.N. (Hans) Forstmeister von Gelnhausen; ⚭ Anna von Bellersheim, Tochter des Friedrich von Bellersheim und der N.N. Krieg von Altheim
    - Anselm Forstmeister von Gelnhausen, Stammvater einer im 15. Jahrhundert erloschenen Linie
    - N.N. (Hector) Forstmeister von Gelnhausen, 1362; ⚭ Magdalena von Hutten zu Stoltzenberg, Tochter des Ludwig von Hutten
      - N.N. (Lukas oder Henne) Forstmeister von Gelnhausen, urkundlich 1405–1438; ⚭ Elisabeth von Fechenbach, Tochter des Conrad von Fechenbach und der Anna von Rosenberg
        - ?Anna, urkundlich 1432–1455; ⚭ I. Henne Fußchin von Ortenberg; ⚭ II. Eberhard Swende von Weinheim
        - Gerhard Forstmeister von Gelnhausen, urkundlich 1429–1466, kurpfälzischer Amtmann in Otzberg 1437–1444, 1465 Reichsforstmeister im Büdinger Wald; ⚭ Agnes Kreiß von Lindenfels († 1449?), Tochter des Bernhard Kreiß von Lindenfels und der Guta Wolf von Spanheim
          - Wilhelm, 1466 Reichsforstmeister im Büdinger Wald, Schultheiß von Gelnhausen; ⚭ Elisabeth (Liese) von Trohe.[4]
            - Johann

          - Philipp († 25. September 1512), urkundlich ab 1466, Vogt von Heidelberg, begraben in Weinheim an der Bergstraße; ⚭ Elisabeth (Lisa) von Frankenstein.
            - Johann (Hans) († vor 1544), auf Burg Waldeck, Kurpfälz. Kammermeister, urkundlich 1492–1530; ⚭ 1530 Guta (Jutta) von Carben
            - Gerhard Forstmeister von Gelnhausen († 5. September 1509), urkundlich ab 1497; ⚭ Maria von Langen
              - Elisabeth; ⚭ Philipp von Fischborn

            - Dorothea († 10. August 1517), urkundlich ab 1486; ⚭ Ulrich Ulner von Dieburg († 7. November 1515), begraben in Weinheim an der Bergstraße
            - Margarethe; ⚭ Gelrich von Nackheim[5]

          - Dorothea, Geistliche
          - Agnes (* 1448; † 18. Februar 1518); ⚭ Wigand von Dienheim († 17. Dezember 1521)[6]
          - Margarethe († 1473); ⚭ Johann (Hans) von Hutten zu Stolzenberg († 1504) auf Salmünster und Hausen.[7]
          - Martin Forstmeister von Gelnhausen († 1474), …; ⚭ Agnes von Cleen, Tochter des Reinhard und der Juliana von Carben.[8]
            - Bastian
            - Heinrich; ⚭ Elisabeth Wais von Fauerbach
            - Bernhard, urkundlich 1466–1516, Burgmann in Gelnhausen
            - Elisabeth (Else); ⚭ I. Philipp von Hohenstein; ⚭ II. Hans Roth von Burg Schwalbach.[9]
            - Balthasar, siehe Balthasarische Linie
            - Caspar, siehe Casparische Linie
            - Anna; ⚭ Philipp von Trohe († 1505), auf Großen-Buseck. Großeltern des Wolfgang Schutzbar genannt Milchling[8]

### Balthasarische Linie
- Balthasar Forstmeister von Gelnhausen, erwähnt 1463–1503, Reichsforstmeister im Büdinger Wald (verkauft), Landrichter und Amtmann im Freigericht, ab 1484 Burggraf der Pfalz Gelnhausen; ⚭ I. Else Krieg von Altheim, Tochter des Rudolph Krieg von Altheim und N.N. von Sickingen, Witwe des Heilmann von Bellersheim und Mutter der Margarethe von Bellersheim, Ehefrau ihres Schwagers Caspar; ⚭ II. Anna von Rüdigheim, erwähnt 1500
  - Martin
  - Jakob
  - Werner († Mainz 1542), Ritter des Deutschen Ordens, Landkomtur von Koblenz und Köln
  - Baltzer
  - Stephan, 1537
  - Agnes; ⚭ (Ehevertrag) 8. März 1494 Georg von Bicken, Herr zum Hayn (auf Burg Hainchen).[10]
  - Magdalena
  - Friedrich; ⚭ Anna von Spale, Tochter des N.N. von Spale und der N.N. Weiss von Feuerbach
    - Hector; ⚭ Maria Jacobe Groschlag von Dieburg, Tochter des Heinrich Groschlag von Dieburg und der Katharina von Obentraut
      - Maria Eva; ⚭ Johann Eberhard von Carben, Sohn des Wilhelm von Carben und der Lucia Brendel von Homburg[11]
      - Lukas; ⚭ Maria Catharina von Fechenbach, Tochter des Philip Jörg von Fechenbach und der Elisabeth Brendel von Homburg
        - Philipp Reichard; ⚭ Anna Elisabeth von Lautern, Tochter des Wilhelm von Lautern und der N.N. von Guntzenroth
          - Catharina; ⚭ Ernst Conrad Forstmeister von Gelnhausen (1605/6–1639?), urkundlich 1611, 1634 Ganerbe und Baumeister auf Burg Lindheim, siehe Casparische Linie
          - Johann Friedrich Forstmeister von Gelnhausen († 1681/82); ⚭ Margarethe Clara Forstmeister von Gelnhausen, Tochter des Lucas Heinrich Forstmeister von Gelnhausen und der Ursula Catharina von Franckenstein
            - Johann Philipp Friedrich (posthum) (* Burg Gelnhausen ??. September 1682; † Schloss Hausen 6. Oktober 1740), 1695–1699 Alumnus des päpstlichen Seminars zu Fulda, Kurmainz. Kammerherr und Wirklicher Geheimer Rat, Kurmainz. Oberamtmann in Hausen, Salmünster, Orb, Aufenau, Neudorf, Joßgrund und Burgjoß, 1706 Burgmann, später Direktor und ältester Regimentsbaumeister der Reichsburg Gelnhausen, Mittelrh. Ritterrat; ⚭ Salmünster 2. Februar 1717 Anna Elisabeth Margarethe von Schleifras (* 10. Mai 1704, † .. März 1770), Nichte des Adalbert von Schleifras
              - Maria Magdalena Elisabeth (* Schloss Hausen, ~ Salmünster 30. Mai 1719; † ebd. 30. Januar 1722)
              - Franz Ludwig Joseph (* Schloss Hausen, ~ Salmünster 8. September 1721; † Schloss Kinzighausen 3. April 1763), 1738 stud. jur. in Fulda, 1740 Kurpfälz. Kapitän der Schweizer Garde, 1741 Kurpfälz. Kammerherr zu Mannheim, 1745 Kurköln. Kammerherr, 1751 Burgmann in Gelnhausen, Direktor und Baumeister der Burg Gelnhausen; ⚭ I. 14. August 1746 Marie Adolphine Freiin von Reuschenberg (* 16. März 1719; † Köln 20. Juli 1752), Stiftsdame in Susteren (resignierte 1. August 1746), Tochter des Jobst Edmund Freiherr von Reuschenberg und der Maria Clara Freiin von Viermund; ⚭ II. Gehaus 12. Januar 1757 Marie Magdalene Freiin von Boyneburg-Lengsfeld
                - Carl Franz Ferdinand Christian Joseph (* 8. Juli 1747; † 1787), auf Kinzighausen, Aufenau, Neuendorf [=Neudorf], Steinach und Neuenburg, Kurmainz. Kammerherr, Hof-Regierungs und -Gerichtsrat, Burgmann in Gelnhausen; ⚭ 1. Juni 1775 Caroline Franziska Theresia Freiin von Steinen (1747–1806), Stiftsdame in Münsterbilsen (resignierte 30. Mai 1775)
                  - 2 Töchter: † jung

              - Maximiliane Juliane Philippine (* Schloss Hausen, ~ Salmünster 2. Februar 1722; † 25. April 1742), Stiftsdame in Hohenfeld (resignierte); ⚭ Salmünster 1741 Franz Lothar Freiherr von Mairhofen († 1794), auf Aulenbach, Burgmann in Hobach (Heubach?), Kurmainz. Kämmerer, Regierungsrat und Oberamtmann in Klingenberg am Main
              - Damian Wilhelm Forstmeister von Gelnhausen (* Schloss Hausen 10. Januar ?? ~ Salmünster 13. Januar 1723; † Paderborn 5. Juni 1802, □ Domkreuzgang), Kurmainz. Geheimer Rat, Kanonikus in Fritzlar, Domherr in Paderborn und Minden
              - Christoph Franz Ludwig Melchior (* Schloss Hausen, ~ Salmünster 11. April 1725; † Schloss Hausen 20. Juli 1725)
              - Adolf Adalbert Benedikt (* Schloss Hausen, ~ Salmünster 2. Juli 1726; † Schloss Hausen 25. Mai 1730)
              - Maria Anna Clara Elisabeth Wilhelmine (* Schloss Hausen, ~ Salmünster 6. Juni 1727; † Schloss Hausen 10. April 1728)
              - Maria Ludowika (Louise) Karoline Christine Ursula (* Schloss Hausen, ~ Salmünster 23. Oktober 1728; † 1775), 1740 Stiftsdame in Schwarzrheindorf (resignierte); ⚭ Heldenbergen 28. Juli 1744 Johann Konstantin von Hattstein (* Fulda 7. August 1719; † Heldenbergen 5. Oktober 1767), Kurtrier. Kämmerer, Burgmann, Älterer Baumeister und Direktor der kaiserlichen Burg Gelnhausen, 1744 Hofrat in Fulda[12]
              - Karl Friedrich Forstmeister von Gelnhausen (* Schloss Hausen, ~ Salmünster 7. April 1731; † Schloss Altshausen 1. Januar 1814), Kurköln. Staats- und Konferenzminister, Oberhofmeister, Generalleutnant, 1803–1806 letzter Landkomtur der Deutschordens-Balleien Koblenz und Schwaben-Elsass-Burgund
              - Magdalena Elisabeth Josepha (* Schloss Hausen, ~ Salmünster 1. November 1733; † Schloss Rösberg? 1766), 1740 Stiftsdame in Gerresheim (resignierte), bewarb sich 1750 um eine Präbende des Damenstifts zu Neuenheerse; ⚭ Rösberg 19. März 1762 Clemens August Freiherr von Weichs (* Köln 26. Juni 1732; † 9. Juni 1809), Kurköln. Staatsminister
              - Hugo Philipp Franz Marian (* Schloss Hausen, ~ Salmünster 9. Februar 1736; † 1797), Kurköln. Kammerherr und Obristleutnant der Leibgarde

            - ?Maria; ⚭ N.N. von Saalfeld
            - Anna Philippine († 1717); ⚭ 2. Februar 1699 Damian Hartard von Hattstein (1676–1751), Oberleutnant, Geheimer Rat, Oberstallmeister, Kommandant der Leibgarde und Landobrist in Fulda[13]

### Casparische Linie
- Caspar Forstmeister von Gelnhausen († 10. Juni 1496), erwähnt ab 1463; ⚭ Margarethe von Bellersheim; † 25. Oktober 1528, Tochter des Heilmann von Bellersheim und der Else Krieg von Altheim, die als Frau des Bruders ihres Mannes, Balthasar, zugleich ihre Schwägerin wurde
  - Sebastian (Bastian)(† 27. Juni 1533), urkundlich ab 1496, 1522 Amtmann in Amöneburg, 1528 Amtmann in Babenhausen; ⚭ ?Guta Rau von Holzhausen
  - Rudolf († 1542), 1526 Chorherr zu St. Alban in Mainz, Chronist (Kopialbuch des Rudolf Forstmeister von Gelnhausen) und Publizist (Responsoria Moguntina)
  - Anna, erwähnt 1496–1528 ⚭ Philipp Löw von Steinfurt
  - Achatz (Achatius) († vor 1547), erwähnt 1496–1545; ⚭ Klara von Rüdigheim, Tochter des Bernhard von Rüdigheim und der Anna von Düdelsheim
    - Lukas († 1569), urkundlich ab 1551 (minderjährig); ⚭ Margarethe von Mörle genannt Boehm
    - Johann (Hans) († 1572), erwähnt ab 1550 (minderjährig); ⚭ Apollonia Groschlag von Dieburg, Tochter des Heinrich Groschlag von Dieburg und der Katharina von Obentraut
      - Sebastian, urkundlich 1572–1604; ⚭ Anna Maria von Lautern
      - Lukas († 2. April 1614), Burggraf von Gelnhausen; ⚭ I. 1586 Kunigunde von Schwalbach, urkundlich 1591–1593; ⚭ II. 10. Februar 1598 Anna Maria von Rosenbach (* 28. März 1567; † 1614), Tochter des Dietrich von Rosenbach und der Walburga von Karsbach
        - 6 Söhne, 1 Tochter † ohne Nachkommen
        - Ernst Konrad (1605/6–1639?), urkundlich 1611, 1634 Ganerbe und Baumeister auf Burg Lindheim; ⚭ Katharina Forstmeister von Gelnhausen, Tochter des Philipp Reichard Forstmeister von Gelnhausen, siehe Balthasarische Linie
          - Anna Margarethe; ⚭ Eberhard von Hoengen genannt Wassenberg
          - Lucas Heinrich (1608–1657), 1655 Burggraf von Gelnhausen, Hochfstl. fuld. Rat, Oberschultheiß und Vizedom in Fulda; ⚭ Ursula Katharina von Franckenstein (* Burg Franckenstein 1606, † …), Schwester des Johann Karl von Franckenstein.[14]
            - Philipp Benedikt Forstmeister von Gelnhausen (1650–1716), Deutsch- und Hochmeister, Landkomtur des Deutschen Ordens in Franken
            - ?Anna Margarethe (* um 1638 † 26. Juli 1721), Nonne, Meisterin im Kloster Altenberg
            - Anna Ursula; ⚭ Heinrich Philipp Jakob von Heddersdorff, 1666 Kurmainz. Oberstleutnant, Fstbfl. würzburg. Oberamtmann zu (Wald-)Aschach
            - Margarethe Clara; ⚭ Johann Friedrich Forstmeister von Gelnhausen, siehe Balthasarische Linie
            - Anna Sophie; ⚭ Johann (Hans) Christoph von Rotenhan
            - Johann Philipp Joachim (* 27. Februar 1648; † Schloss Kinzighausen 14. April 1681, □ Aufenau), 1659/60 Päpstliches Seminar in Fulda, 1660 Domizellar, 1664/65 Besuch der Logikklasse in Fulda, 1662 Domherr in Bamberg und 1674 Domherr in Würzburg (resignierte), verkauft 3. März 1680 sein Patronatsrecht an die Söhne des Johann Heinrich Forstmeister von Gelnhausen; ⚭ (um 1674) Anna Amalia Gremp von Freudenstein (* Wächtersbach 22. August 1654; † nach 1681), Tochter des Ludwig Gremp von Freudenstein und der Margarethe Magdalena Hund von Wenkheim[15]
              - Anna Katharina († 1725); ⚭ Johann Wilhelm von Radenhausen, Burgmann und Kurmainz. Amtmann in Amöneburg, Fstl. fuld. Kammerjunker, Hofrat und Amtmann in Borckhausen[16]
              - Wilhelm Friedrich Siegmund, 1697 stud. jur. in Tübingen, zeitweise Vormund der sechs Kinder des verstorbenen Kgl. preuß. Legationsrats August Friedrich Petersen von Greiffenberg; ⚭ Sybilla Franziska Magdalena von Praunheim, Nichte der Johanna Eleonore Petersen
              - Philipp Franz († 1738), auf Hof Lauterbach (1718), Lfgfl. hess.-darmst. Kammerjunker und Oberberghauptmann der Bergfreiheit Thalitter, Hochfstl. hess.-cassel. Rat, Gfl. schaumburg. Advocatus fisci und Landkommissar in Rinteln an der Weser; ⚭ I. Johannette Fabrice von Westerfeld (1719 tot); ⚭ II. 1719/20 Charlotte von Westernhagen († 1761)
                - Amalie Philippine (1705–1706)
                - Sophie Philippine Wilhelmine (1707–1738); ⚭ 1726 Johann Philipp von Westernhagen (1702–1783)
                - Anna Sophie Friederike (1716–1744); ⚭ 1739 Johann Adolf Schmidt (1709–1747), Gründer und Inhaber der Hirschapotheke in Korbach, Sohn des Eberhard Schmidt und der Anna Maria Varnhagen
                  - Theodor Schmidt (* Korbach 26. Oktober 1739; † ebd. 1741)
                  - Dorothea Eleonore Philippine Schmidt (* Korbach 26. Oktober 1739; † ebd. 1739), Zwillingsschwester des Vorigen
                  - Franz Adolf Gottfried Schmidt (* Korbach 16. Oktober 1740; † Trier oder Ulm um 1811), 1766 Hzgl. zweibrück. Bereiter, 1768 Zweiter Hzgl. zweibrück. Stallmeister, 1769 Hzgl. zweibrück. Stallmeister, 1786 Hzgl. zweibrück. Rat, Polizeikassenrechner und Spitalmeister; ohne Nachkommen, Alleinerbin war seine Schwester:
                  - Marie Christiane Schmidt (* Korbach 29. April 1743; † Trier nach 1811); ⚭ I. Johann Gottfried Speirmann (* Twiste 10. Juni 1722; † Korbach 19. April 1769), Regierungsadvokat und Stadtsekretär in Arolsen, 1759–1769 Konrektor am Gymnasium in Korbach; ⚭ II. Korbach 26. Februar 1773 Carl Franz Halberstadt († verschollen auf einer Reise nach Amerika vor 1792), 1768 stud. jur. in Göttingen, 1770 immatrikuliert in Marburg, Sekretär und Rechtsgelehrter. Eltern der Pädagogin Wilhelmine Halberstadt

                - Karoline Wilhelmine (1720–1795), Katzenzüchterin auf Hof Lauterbach, genannt „das Katzenfröle“, verzichtet gegen Einsitz und Nadelgeld auf die Erbleihe von Hof Lauterbach zu Gunsten ihrer Schwester Luise Katharina[17]
                - Luise Katharina (1724–1793), Universalerbin, verkauft 1787 Hof Lauterbach an ihren Schwager den Ldgfl. hess. Leutnant Wilhelm Ernst Eigenbrodt († 1806), der bereits vorher das Hofgut verwaltete; ⚭ 1768 Reinhard Daniel Eigenbrodt (1729–1799), Notar, Landkommissar und Obergerichtsrat[17]
                - Franz Wilhelm (⚔ Bergen-op-Zoom 1747)
                - Johann Philipp (⚔ Bergen-op-Zoom 1747), Kadett
                - Friedrich Reinhard († 1744 am Darmstädter Hof)
                - Ernestine Beate (1728–1821), Hofdame der Herzogin von Braunschweig, Letzte ihres Stammes; ⚭ 1754 Hans Adam von Schwartzkoppen (1715–1760), Hzgl. braunschw. Oberhauptmann
                - Henriette († 1814); ⚭ Moritz Freiherr von Imhoff (1730–1800), Majoratsherr von Hohenstein

## Jüngere Familie

### Hypothese nach Reimer und Möller (1936)
N.N Mulich von Aufenau ⚭ N.N. von Karsbach.
1. Bertold (Tolde) († 23. September 1380), urkundlich 1357, Kanoniker des Stiftes St. Peter und Alexander in Aschaffenburg.
2. Dietrich (Ditzel), Ritter, urkundlich 1357–1397, seit dem 12. Mai 1360 Forstmeister des Büdinger Waldes, 1376 Amtmann zu Wächtersbach; ⚭ I. N.N.; ⚭ II. Grede Küchenmeister (aus Fulda), erwähnt 1394–1436, Witwe von Henne Eschbach. Kinder, erster Ehe:
  1. Volprecht († vor 1429), erwähnt 1385–1420.
    1. Martin († 1461), erwähnt ab 1422, 1438 Vizedom am Stift St. Peter und Alexander in Aschaffenburg.
      1. Balthasar Forstmeister von Gelnhausen, erwähnt 1463–1503, Landrichter und Amtmann im Freigericht, ab 1484 Burggraf der Pfalz Gelnhausen, verkauft das Forstmeisteramt ⚭ I. Else Krieg von Altheim, Tochter des Rudolph Krieg von Altheim und N. von Sickingen, Witwe des Heilmann von Bellersheim und Mutter der Margarethe von Bellersheim, Ehefrau ihres Schwagers Caspar; ⚭ II. Anna von Rüdigheim, erwähnt 1500.
        1. Jakob (aus erster Ehe), urkundlich 1489, Burgmann der Burg Friedberg.
        2. Martin (aus erster Ehe) († 2. August 1537), urkundlich ab 1491, Burgmann der Burg Friedberg.
        3. Werner (aus zweiter Ehe), urkundlich 1537–1542, Komtur des Deutschen Ordens in Koblenz.
        4. Friedrich (aus zweiter Ehe) († vor 1524), urkundlich 1504; ⚭ Anna von Spale (Spoli), urkundlich 1524.
          1. Hector († 1565), urkundlich ab 1539; ⚭ Marie Jacobe Groschlag von Dieburg, Tochter des Heinrich Groschlag von Dieburg und der Katarina von Obentraut.
            1. Philipp, urkundlich 1569.
            2. Lukas († 26. Februar 1599); ⚭ Maria Katharina von Fechenbach.
              1. Nachkommen siehe Linie II: 1814 mit Karl Friedrich Forstmeister von Gelnhausen im Mannesstamm erloschen.

            3. Maria Eva ⚭ Johann Eberhard von Carben.

        5. Stephan, erwähnt 1521–1537; † vor 1539 ⚭ Elsbeth von Thüngen.
        6. Agnes ⚭ Georg von Bicken.

      2. Elisabeth ⚭ Philipp von Hohenstein.
      3. Caspar, erwähnt ab 1463; † 10. Juni 1496 ⚭ Margarethe von Bellersheim; † 25. Oktober 1528, Tochter des Heilmann von Bellersheim und der Else Krieg von Altheim, die als Frau des Bruders ihres Mannes, Balthasar, zugleich ihre Schwägerin wurde.
        1. Cecilie, erwähnt 1496–1528 ⚭ Ludwig Löw von Steinfurth.
        2. Anna († vor 1528), urkundlich 1496; ⚭ Georg von Hohenstein genannt Teufel.
        3. Else († vor 1528), erwähnt ab 1496; ⚭ Hermann von Carben.
        4. Sebastian († 27. Juni 1533), erwähnt ab 1496, Amtmann von Amöneburg ⚭ Guta Rau zu Holzhausen.
          1. mehrere Kinder, vor dem Vater verstorben.
          2. Tochter, kurz nach dem Vater verstorben.

        5. Rudolf († 1542), urkundlich ab 1496, Geistlicher an St. Alban in Mainz.
        6. Margarethe († vor 1528), urkundlich ab 1496, Nonne im Kloster Patershausen.
        7. Achatius († vor 1547), erwähnt 1496–1545; ⚭ Klara von Rödelheim, Tochter des Bernhard von Rödelheim und der Anna von Düdelsheim.
          1. Katharina, 1551 noch minderjährig.
          2. Hans († 1572), erwähnt ab 1550 (minderjährig); ⚭ Apollonia Groschlag von Dieburg, Tochter des Heinrich Groschlag von Dieburg und der Katharina von Obentraut.
            1. Philipp, urkundlich 1572.
            2. Philipp Heinrich, urkundlich 1572.
            3. Lukas († 2. April 1614), urkundlich ab 1572; ⚭ I. Kunigund von Schwalbach, Tochter des Reinhard von Schwalbach und der Felicitas von Helmstatt; ⚭ II. Anna Maria von Rosenbach, Tochter des Dietrich von Rosenbach und der Walpurga von Carspach
            4. Sebastian, urkundlich 1572–1604; ⚭ Anna Maria von Lautern.

          3. Lukas († 1569), urkundlich ab 1551 (minderjährig); ⚭ Margarethe von Mörle genannt Böhm.

      4. Diether, urkundlich 1497, Dekan des Stiftes St. Alban bei Mainz.
      5. ?Friedrich, urkundlich 1467.

    2. Volprecht, urkundlich 1429–1437.
    3. Friedrich († vor 1458), urkundlich 1429–1454; ⚭ Luckel von Wasen, urkundlich 1430–1436, Tochter des Philipp von Wasen.

  2. Heinrich, urkundlich 1433–1436.
  3. Friedrich, urkundlich 1400–1433.
    1. ?Wilhelm (Vetter des Martin), urkundlich 1425–1467 ⚭ Liese von Trohr zu Langstorff, urkundlich 1456–1490.

  4. Henne, urkundlich 1405–1438; ⚭ N.N. von Fechenbach
3. Henne, Förster, urkundlich 1357–1377.
4. Heinrich (Heintze), urkundlich 1357–1366.
5. Hermann (Hartmann), urkundlich 1357–1411.
  1. Contze († vor 1411).
  2. Erasmus, urkundlich 1411–1425.